# Дюльдін Олександр Валентинович
Олександр Валентинович Дюльдін (нар. 11 серпня 1966, Сатка) — радянський та український футболіст, що грав на позиції півзахисника та захисника. Починав грати у дублі київського «Динамо», пізніше грав у низці клубів другої та першої ліг СРСР та першої української ліги.

## Кар'єра футболіста
Олександр Дюльдін розпочав займатися футболом у ДЮСШ міста Орджонікідзе, пізніше продовжив заняття у київському РСШІСП. У 1983 році він розпочав виступи на футбольних полях у дублюючому складі київського «Динамо», у 1986—1987 роках зіграв у складі київської команди 2 матчі Кубка Федерації футболу СРСР. У 1987 році Дюльдін став гравцем команди другої ліги «Таврія» з Сімферополя, у складі якої цього року став чемпіоном УРСР, пізніше у перехідному турнірі команда здобула путівку до першої ліги, в якій наступного року Олександр Дюльдін зіграв 10 матчів.
У середині 1988 року Олександр Дюльдін перейшов до команди другої ліги «Десна» з Чернігова, у якій грв до середини сезону 1989 року. У 1989 році Дюльдін став гравцем іншої команди другої ліги «Кристал» з Херсона, у якій грав до кінця 1990 року. У 1991 році Дюльдін перейшов до команди другої ліги з Молдови «Зоря» з міста Бєльці, проте зіграв у її складі лише 1 матч.
На початку 1992 року Олександр Дюльдін повертається до міста Орджонікідзе, де грає за місцеву аматорську команду «Авангард». На початку сезону 1992—1993 років футболіст отримав запрошення до команди першої ліги України «Металург» з Нікополя. У складі нікопольської команди Дюльдін грав протягом трьох сезонів, зігавши у складі команди 98 матчів у чемпіонаті та 7 матчів у Кубку України. У 1995 році Дюльдін покинув нікопольську команду, та повернувся до орджонікідзевського «Авангарда», в якому грав протягом ще кількох років. Пізніше Олександр Дюльдін працював у місті Покров тренером місцевої ДЮСШ, а в 2018 році очолював покровський «Авангард» як головний тренер.

## Досягнення
- Переможець Чемпіонату УРСР з футболу 1987, що проводився у рамках турніру в шостій зоні другої ліги СРСР.